# Julian-Béla Joswig
Julian-Béla Joswig (* 14. Oktober 1993 in Boppard) ist ein deutscher Politiker (Bündnis 90/Die Grünen). Seit 2025 ist er Mitglied des Deutschen Bundestags.

## Leben
Joswig wurde in Boppard in Rheinland-Pfalz geboren und wuchs im nahegelegenen Bad Salzig auf. Er besuchte das Kant-Gymnasium in Boppard, an dem er unter anderem Schülersprecher war. Außerdem war er in seiner Jugend als Fußballschiedsrichter aktiv. 2013 begann er an der WHU in Vallendar Betriebswirtschaftslehre zu studieren, das er 2016 mit einem Bachelorabschluss beendete. Es folgte ein Doppelmasterprogramm an der Università Commerciale Luigi Bocconi in Mailand und der Sciences Po in Paris. Im Anschluss an seinen Abschluss 2019 begann er als Projektentwickler für Klimatechnologie zu arbeiten.

## Politik
Joswig war schon in der Jugend politisch interessiert, trat jedoch erst 2018 in die Partei Bündnis 90/Die Grünen ein. Nach Abschluss seines Studiums begann er auch ein politisches Amt anzustreben. 2019 kandidierte er erstmals auf einem chancenlosen Listenplatz für den Kreistag Rhein-Hunsrück. Zur Bundestagswahl 2021 wurde er schließlich von den regionalen Kreisverbänden zum Direktkandidaten bei der Bundestagswahl im Bundestagswahlkreis Mosel/Rhein-Hunsrück gewählt. Bei der Wahl erhielt er mit 9,7 % der Erststimmen die viertmeisten in seinem Wahlkreis. Auch über die Landesliste, auf deren 6. Platz er stand, verpasste er jedoch den Einzug in den Bundestag, wurde jedoch erster Nachrücker.
Bei der Kommunalwahl 2024 wurde Joswig schließlich in den Kreistag Rhein-Hunsrück gewählt, in dem er die Aufgabe des stellvertretenden Vorsitzenden der grünen Fraktion übernahm. Zur Bundestagswahl 2025 wurde er erneut als Direktkandidat im Wahlkreis Mosel/Rhein-Hunsrück ausgewählt. Diesmal erreichte er mit gerade einmal 7,2 % der Stimmen erneut nur den vierten Platz, den Wahlkreis gewann erneut Marlon Bröhr. Bei der vorgezogenen Neuwahl kandidierte Joswig jedoch auch auf Platz vier der Landesliste, über die er schließlich in den Bundestag einzog.